# IEEE 802.16
IEEE 802.16 je niz bežičnih standarda čiji tvorac je IEEE. Trenutni inačica standarda je IEEE 802.16-2009 koji je dopunjen s IEEE 802.16j-2009. IEEE 802.16 je stvoren 1999. godine od pododbora IEEE odbora za standarde, kao globalni standard za metropolitske bežične mreže. Ova radna grupa je odred unutar IEEE radne grupe za 802 LAN/MAN standarde. 